# 風間信吉
風間 信吉（かざま しんきち、1850年（嘉永3年10月）- 1923年（大正12年）2月15日）は、明治時代の政治家、弁護士。衆議院議員（1期）。

## 経歴
武蔵国足立郡上村（埼玉県足立郡上村、北足立郡上村、上平村、上尾町を経て現上尾市）出身。1873年（明治6年）上京し法学を学び、1877年（明治10年）代言人となる。1886年（明治19年）3月、京橋区会議員に選出され、翌年のコレラ流行の際には義捐金を寄付した。その後、東京府会議員、同市会議員、所得税調査委員、徴兵参事員などを歴任した。
1890年（明治23年）7月の第1回衆議院議員総選挙では東京府第3区から出馬し当選。弥生倶楽部に所属し衆議院議員を1期務めた。
東京市会議員として同市水道常設委員であったため、1896年（明治29年）1月、雨宮敬次郎の不正鉄管事件（日本鋳鉄疑獄）に連座し、市会議員の山中隣之助、同星松太郎と共に収賄容疑で収監されたが、3名は罪証不十分のため不起訴となった。同年12月、弁護士を廃業した。その後、春木座 (株) 相談役を務めた。